# 千葉ニュータウンセンター
株式会社千葉ニュータウンセンター（ちばニュータウンセンター、Chiba Newtown Center co.,ltd.）は千葉県印西市に本社のある、千葉ニュータウンのショッピングセンター「牧の原モア」をはじめとする商業施設や駐車場の運営管理、地域冷暖房事業を行う日本の企業。かつては、当地域のケーブルテレビ局「らーばんねっと」も、2023年6月まで同社が運営していた。
独立行政法人都市再生機構（UR都市機構）グループに属する。

## 所在地
全て千葉県印西市。
- 本社・熱供給事業本部 - 大塚一丁目9番地
- 牧の原モア管理事務所 - 牧の原一丁目3番地

## 地域熱供給事業
印西クリーンセンター（ゴミ焼却施設）の廃熱を千葉ニュータウン都心地区の冷暖房用の熱源に利用しており、それにより個別に熱源を作るよりも環境への負担が少なくすることに成功している。1994年11月に熱供給を開始し、2004年7月1日に千葉ニュータウン熱供給株式会社と合併して現在管理・運営している。

## CATV事業
2023年7月1日付けで本事業をJCOMグループのジェイコム千葉に継承することを同年5月に発表した。